# Uvaria rufa
Uvaria rufa este o specie de plante angiosperme din genul Uvaria, familia Annonaceae. A fost descrisă pentru prima dată de Michel Félix Dunal, și a primit numele actual de la Carl Ludwig von Blume. Conform Catalogue of Life specia Uvaria rufa nu are subspecii cunoscute.